# Renzo Cremaschi
Renzo Cremaschi (* 6. Juli 1998) ist ein argentinischer Hürdenläufer, der sich auf die 110-Meter-Distanz spezialisiert hat.

## Sportliche Laufbahn
Erste Erfahrungen bei internationalen Meisterschaften sammelte Renzo Cremaschi im Jahr 2017, als er bei den U20-Südamerikameisterschaften in Leonora mit 14,36 s den vierten Platz über 110 m belegte und auch mit der argentinischen 4-mal-100-Meter-Staffel mit 42,63 s auf Rang vier gelangte. 2021 platzierte er sich bei den Südamerikameisterschaften in Guayaquil mit 14,24 s auf dem siebten Platz und bei den Südamerikameisterschaften 2023 in São Paulo gelangte er mit 14,04 s auf den fünften Platz. Im Jahr darauf wurde er bei den Hallensüdamerikameisterschaften in Cochabamba in 7,98 s Fünfter über 60 m Hürden. Im Mai schied er bei den Ibero-Amerikanischen Meisterschaften in Cuiabá mit 14,24 s im Vorlauf über 110 m Hürden aus. 2025 belegte er bei den Hallensüdamerikameisterschaften in Cochabamba in 7,97 s den vierten Platz über 60 m Hürden und gewann mit der argentinischen 4-mal-400-Meter-Staffel in 3:23,58 min gemeinsam mit Helber Melgarejo, Franco Florio und Elián Larregina die Bronzemedaille hinter den Teams aus Venezuela und Bolivien. Ende April belegte er bei den Südamerikameisterschaften in Mar del Plata in 14,43 s den sechsten Platz über 110 m Hürden.
In den Jahren von 2020 bis 2024 wurde Cremaschi argentinischer Meister im 110-Meter-Hürdenlauf.

## Persönliche Bestzeiten
- 110 m Hürden: 13,96 s (+1,0 m/s), 28. März 2024 in Santiago de Chile
  - 60 m Hürden (Halle): 7,97 s, 23. Februar 2025 in Cochabamba